# Reva Brooks
Reva Brooks, nata Reva Silverman (Toronto, maggio 1913 – San Miguel de Allende, 24 gennaio 2004) è stata una fotografa canadese. Ha svolto il suo lavoro in Messico per gran parte della sua vita. Il Museum of Modern Art di San Francisco ha scelto Brooks tra le 50 più importanti fotografe della storia della fotografia.

## Biografia
I genitori, Moritz e Jenny Kleinberg, emigrarono in Canada dalla Polonia. Il padre Moritz arrivò a Toronto nel 1905 e lavorò nel settore dell'abbigliamento nel quartiere ebraico. Dopo circa tre anni aveva messo via i soldi sufficienti a far venire anche Jenny dalla Polonia. Quando arrivò i due si sposarono. La famiglia aprì un negozio di abbigliamento ed una sartoria dove poterono crescere Reva e i suoi sei fratelli.
Nel 1935 Reve sposò l'artista Frank Leonard Brooks (1911-2011). Si dedicò alla fotografia nel corso di un viaggio a San Miguel de Allende nel 1947. A quanto è dato sapere, con la loro presenza in città e a quella dell'artista americano Stirling Dickinson, si creò un importante colonia di artisti, riconosciuta a livello internazionale. Il loro soggiorno, previsto per la durata di un anno per permettere a Frank lo studio della pittura messicana, durò per cinquant'anni.
"The minute I got the camera around my neck it was part of my body / Nel momento in cui ho messo la macchina fotografica al collo, è diventata parte del mio corpo" (Reva Brooks)
Nel 1950, poco prima che venisse aperta ufficialmente la scuola d'arte Istituto Allende a San Miguel, si tenne una mostra di artisti locali in cui erano presenti opere sia di Leonard che di Reva Brooks. La fotografia di Brooks fu apprezzata da Minor White nel 1952, quando il ritratto di Reva di Donna anziana (Dona Chencha) dal volto solenne, venne riprodotto sulla copertina del terzo numero di Aperture, una nuova pubblicazione con l'intenzione di mostrare l'eccellenza in fotografia. Nello stesso anno, Brooks vendette una delle sue fotografie più famose, Confrontation, scattata da Brooks nel 1948 ad una madre in lutto per la perdita del figlio, a Edward Steichen, direttore della fotografia al Museum of Modern Art (MoMA) di New York. La foto, stampata in un formato ingrandito, fu inclusa nella mostra The Family of Man, e fu la prima visibile nella sezione in cui fu inclusa tra i lavori di noti fotografi, come Roman Vishniac.
Reva non fotografò solo la madre, il cui nome era Elodie, ma anche il bambino morto e la foto Dead Child fu esposta nella mostra collettiva, tutta al femminile, nel 1975 al Museum of Modern Art di San Francisco, Women of Photograpy: An Historical Survey, in compagnia, tra le altre, di Berenice Abbott, Diane Arbus, Alice Austen, Ruth Bernhard, Margaret Bourke-White, Julia Margaret Cameron, Imogen Cunningham, Gisèle Freund, Adelaide Hanscom, Florence Henri, Lotte Jacobi, Frances Benjamin Johnston, Gertrude Kasebier, Dorothea Lange, Markéta Luskačová, Mary Ellen Mark, Lisette Model, Tina Modotti, Barbara Morgan, Marion Palfi, Jane Reece, Naomi Savage, Doris Ulmann.
Verso l'inizio degli anni Sessanta Reva e Leonard si trasferirono a Parigi, dove rimasero per qualche tempo. Lei fu invitata af esporre nella mostra Great Photographers of our Time presso Salon International du Portrait Photographique della Biblioteca nazionale di Francia, insieme ai lavori di Ansel Adams, Man Ray e Margaret Bourke-White. Oltre alla gente comune, fece alcuni ritratti di personaggi famosi, tra cui quello dello scrittore Henry Miller.
Il suo lavoro, ormai notissimo e riconosciuto nel suo paese, fu incluso in una mostra alla National Gallery of Canada nel 1976 e nel 1989 all'Art Gallery di Windsor, Ontario. La sua prima mostra personale si tenne nel 1998 alla Stephen Bulger Gallery di Toronto cui ne seguì un'altra assieme al marito alla Edward Day Gallery di Kingston. L'ultima mostra personale fu anche una retrospettiva presso Art Gallery of Ontario, Toronto nel 2002.
Il marito Frank Leonard Brooks è morto il 20 novembre 2011, dopo aver compiuto 100 anni.